# Franck Ribéry
Franck Henry Pierre Ribéry (Boulogne-sur-Mer, Paso de Calais, 7 de abril de 1983), también conocido como Bilal Yusuf Mohamed (en árabe: محمد ياسين ريبري), es un exfutbolista francés. Su último equipo fue el U. S. Salernitana.
Jugaba principalmente como extremo, preferiblemente en el lado izquierdo, y era conocido por su ritmo, energía, habilidad y pases precisos. Ribéry ha sido descrito como un jugador rápido, tramposo y excelente regateador, que tiene un gran control con el balón en los pies.
La carrera de Ribéry comenzó en 1989 como juvenil del FC Conti Boulogne. Siete años más tarde se unió a la cantera del Lille, pero dejó el club después de tres años tras tener dificultades para adaptarse. En 1999, se incorporó al US Boulogne, donde permaneció dos años. Ribéry pasó dos años en las divisiones semiprofesionales del fútbol francés hasta su fichaje en 2004 por el FC Metz, equipo con el que debutó en la Ligue 1. Su buen desempeño con el club granate hizo que al finalizar la temporada fuese comprado por el Galatasaray de la Superliga de Turquía, equipo con el que se proclamó campeón de Copa. Tan solo seis meses después de unirse al club estambuliota, dejó el Galatasaray de manera controvertida para regresar a Francia e incorporarse a las filas del Olympique de Marsella. Ribéry pasó dos temporadas en el club, ayudando a llegar a la dos finales de la Copa de Francia de forma consecutiva.
En 2007, se unió al Bayern de Múnich por una traspaso récord de 25 millones de euros. Con el Bayern, ganó nueve títulos de la Bundesliga (en ese momento un récord de la Bundesliga), seis Copas de Alemania, una Liga de Campeones de la UEFA y una Copa Mundial de Clubes de la FIFA, que incluyen cinco dobles y un triplete, lo que representa un récord del club de 24 títulos en doce temporadas. Su buena forma en la temporada 2012-13 hizo que estuviese nominado junto a Lionel Messi y Cristiano Ronaldo en la lista para el FIFA Balón de Oro 2013. Durante su larga etapa en el Bayern, Ribéry también fue conocido por su fructífera asociación con el también extremo Arjen Robben; juntos se los conocía con el apodo de Robbery. Dejó el Bayern en el verano de 2019 y posteriormente se unió al equipo italiano Fiorentina.
Entre 2006 y 2014, representó a la selección de Francia en 81 ocasiones. Jugó en dos Copas Mundiales de la FIFA (2006 y 2010) donde cayeron en la final y fase de grupos respectivamente y en dos Campeonatos de Europa de la UEFA (2008 y 2012) cayendo en cuartos de final en ambas ediciones.
Individualmente, ha ganado tres veces el premio al Jugador Francés del Año y también ganó el premio Alemán al Futbolista del Año, convirtiéndose en el primer jugador en ostentar ambos honores. También ha sido nombrado para el Equipo del Año de la UEFA y declarado Jugador Joven del Año en Francia. En 2013, ganó el premio al Mejor Jugador de la UEFA. Ese año, también ocupó el cuarto lugar en la lista de The Guardian de los mejores jugadores del mundo.

## Trayectoria
Franck Ribéry (pronunciación en francés: /fʁɑ̃k ʁibe'ʁi/), también conocido como Bilal Yusuf Mohamed (en árabe: محمد ياسين ريبري) después de su conversión al islam en 2006, debutó como profesional en agosto de 2001 con el Union Sportive de Boulogne de su ciudad natal, equipo con el que ya jugó cuatro partidos en su primera temporada en el fútbol amateur. En temporadas posteriores, jugó en el Olympique Alès, el Stade Brestois 29 y el Football Club de Metz donde fue comparado en sus inicios con otra estrella formada en el club, Robert Pirès.
En enero de 2005 fue traspasado al Galatasaray de Turquía, llenando su trayectoria en el país turco con algún que otro altercado policial y delictivo, aunque ayudó a vencer en la Copa de Turquía de 2005, gracias a un gol crucial en las semifinales. Sin embargo, en junio de ese año abandonó el club para unirse al Olympique de Marsella. El club turco recurrió el traspaso a la FIFA, causa que fue decidida finalmente en favor del jugador por el Tribunal de Arbitraje Deportivos (TAS) en abril de 2007.

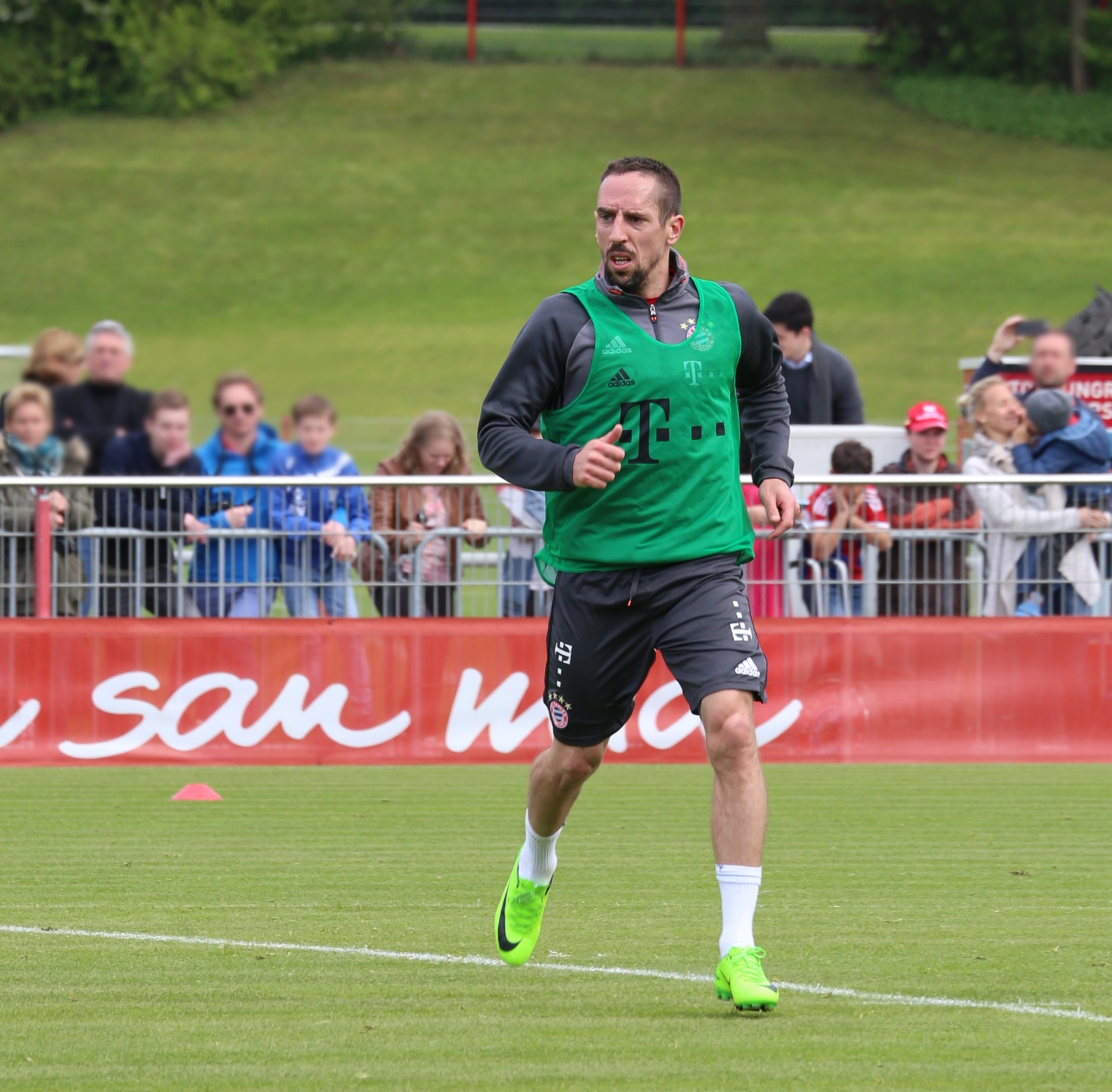
Ribéry en un entrenamiento con el Bayern de Múnich.

En 2007 Ribéry fue fichado por el FC Bayern Múnich, firmando un contrato que lo liga al equipo alemán hasta el 30 de junio de 2011. En la prensa se especuló con que el valor del traspaso habría rondado los 25 millones de euros, más 4 millones si el Bayern se clasificaba para la Liga de Campeones de la UEFA en la temporada 2007-08. No obstante, el director deportivo del Bayern no quiso revelar la cantidad de dinero que tuvo que desembolsar el conjunto bávaro por el pase del jugador francés, en cualquier caso el fichaje más caro en la historia de la Bundesliga. En la temporada 2011-2012 tuvo una buena actuación, tanto en convertir goles, como en asistencias.
Se coronó campeón de la Liga de Campeones de la UEFA 2012-13 tras ganar la final contra el Borussia Dortmund, en donde dio la asistencia a Robben quien anotó el 3-2 en el minuto 90 y ganando así el quinto título del club bávaro, cerrando de esta manera una temporada maravillosa consiguiendo el triplete ganando la Bundesliga y la copa también. El 27 de agosto de 2013, recibió el Premio UEFA al Mejor Jugador en Europa 2013.
Uli Hoeness afirmó que la temporada 2018-2019 sería la última del francés con el club bávaro.
En diciembre de 2018 anunció que no continuaría en el Bayern de Múnich de forma oficial.

### Italia
El 21 de agosto de 2019 la ACF Fiorentina hizo oficial su incorporación. Abandonó el equipo al final de la temporada 2020-21, expresando su deseo de haberse quedado y de seguir su carrera en Italia. Esto último sí que lo consiguió, ya que en el mes de septiembre firmó con la U. S. Salernitana 1919. El 21 de octubre de 2022 anunció su retirada como futbolista pasando a formar parte del staff técnico de la U. S. Salernitana 1919.

## Selección nacional

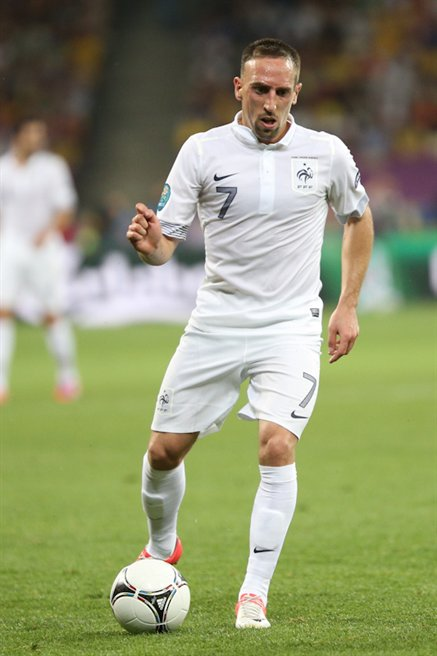
Ribéry en un partido con en la Eurocopa 2012.

Su primera convocatoria internacional con la selección de fútbol de Francia fue el mundial de Alemania 2006, donde la selección gala quedó subcampeona. Debido a su llamada, el técnico francés Raymond Domenech tomó la polémica decisión de no convocar al mediocampista del FC Barcelona Ludovic Giuly. Ribéry fue titular en todos los partidos del campeonato. El 17 de junio de 2008 estaba participando con su país en la Eurocopa de Austria y Suiza cuando se lesionó en un lance con el italiano Gianluca Zambrotta. Sufrió un fuerte esguince de tobillo y tuvo que ser retirado del partido, concluyendo así su participación en el torneo, ya que la selección francesa acabaría perdiendo por 2-0, quedando con ello eliminada de la Eurocopa. Fue convocado por el seleccionador Raymond Domenech para representar a Francia en el Mundial de Sudáfrica 2010. Francia cayó eliminada en la Primera fase de la competición, tras empatar 0-0 frente Uruguay en la primera jornada, perder 0-2 ante México en la segunda y finalmente, perder por 1-2 ante la selección anfitriona del torneo. Ribéry jugó los 3 partidos sin conseguir anotar ningún gol.
El 13 de mayo de 2014, el entrenador de la selección francesa Didier Deschamps incluyó a Ribéry en la lista final de 23 jugadores que representarán a Francia en la Copa Mundial de 2014. No obstante, debido a un problema de lumbalgia del cual venía sufriendo desde hace 5 meses y del cual no se había recuperado, Ribéry se retiró de la convocatoria unos días después.
El 13 de agosto de 2014 anunció que se retiraba de la selección.

### Participaciones en Copas del Mundo
| Mundial           | Sede      | Resultado      | Partidos | Goles |
| ----------------- | --------- | -------------- | -------- | ----- |
| Copa Mundial 2006 | Alemania  | Subcampeón     | 7        | 1     |
| Copa Mundial 2010 | Sudáfrica | Fase de grupos | 3        | 0     |

### Participaciones en Eurocopas
| Copa          | Sede              | Resultado        | Partidos | Goles |
| ------------- | ----------------- | ---------------- | -------- | ----- |
| Eurocopa 2008 | Austria y Suiza   | Fase de grupos   | 3        | 0     |
| Eurocopa 2012 | Polonia y Ucrania | Cuartos de final | 4        | 0     |

## Estadísticas

### Clubes
Actualizado al último partido disputado en su carrera deportiva.
| U. S. Boulogne Francia | 3.ª           | 2000-01       | 4   | 1   | 0   | -  | -  | -  | -   | -  | -  | 4   | 1   | 0   |
| U. S. Boulogne Francia | 3.ª           | 2001-02       | 24  | 5   | 0   | 1  | 0  | 0  | -   | -  | -  | 25  | 5   | 0   |
| U. S. Boulogne Francia | Total club    | Total club    | 28  | 6   | 0   | 1  | 0  | 0  | 0   | 0  | 0  | 29  | 6   | 0   |
| Olympique d'Alès Francia | 3.ª           | 2002-03       | 19  | 1   | 0   | -  | -  | -  | -   | -  | -  | 19  | 1   | 0   |
| Olympique d'Alès Francia | Total club    | Total club    | 19  | 1   | 0   | 0  | 0  | 0  | 0   | 0  | 0  | 19  | 1   | 0   |
| Stade Brestois Francia | 3.ª           | 2003-04       | 35  | 3   | 8   | 3  | 1  | 1  | -   | -  | -  | 38  | 4   | 9   |
| Stade Brestois Francia | Total club    | Total club    | 35  | 3   | 8   | 3  | 1  | 1  | 0   | 0  | 0  | 38  | 4   | 9   |
| F. C. Metz Francia | 1.ª           | 2004-05       | 20  | 2   | 1   | 1  | 0  | 0  | -   | -  | -  | 21  | 2   | 1   |
| F. C. Metz Francia | Total club    | Total club    | 20  | 2   | 1   | 1  | 0  | 0  | 0   | 0  | 0  | 21  | 2   | 1   |
| Galatasaray S. K. Turquía | 1.ª           | 2004-05       | 14  | 0   | 5   | 3  | 1  | 1  | -   | -  | -  | 17  | 1   | 6   |
| Galatasaray S. K. Turquía | Total club    | Total club    | 14  | 0   | 5   | 3  | 1  | 1  | 0   | 0  | 0  | 17  | 1   | 6   |
| Olympique de Marsella Francia | 1.ª           | 2005-06       | 35  | 6   | 6   | 6  | 3  | 1  | 12  | 3  | 1  | 53  | 12  | 8   |
| Olympique de Marsella Francia | 1.ª           | 2006-07       | 25  | 5   | 9   | 7  | 1  | 3  | 4   | 0  | 0  | 36  | 6   | 12  |
| Olympique de Marsella Francia | Total club    | Total club    | 60  | 11  | 15  | 13 | 4  | 4  | 16  | 3  | 1  | 89  | 18  | 20  |
| Bayern de Múnich · Alemania | 1.ª           | 2007-08       | 28  | 11  | 8   | 7  | 5  | 5  | 11  | 3  | 7  | 46  | 19  | 20  |
| Bayern de Múnich · Alemania | 1.ª           | 2008-09       | 25  | 9   | 11  | 3  | 1  | 2  | 8   | 4  | 7  | 36  | 14  | 20  |
| Bayern de Múnich · Alemania | 1.ª           | 2009-10       | 19  | 4   | 6   | 4  | 2  | 3  | 7   | 1  | 3  | 30  | 7   | 12  |
| Bayern de Múnich · Alemania | 1.ª           | 2010-11       | 25  | 7   | 17  | 3  | 2  | 4  | 4   | 2  | 1  | 32  | 11  | 22  |
| Bayern de Múnich · Alemania | 1.ª           | 2011-12       | 32  | 12  | 21  | 4  | 2  | 1  | 14  | 3  | 5  | 50  | 17  | 27  |
| Bayern de Múnich · Alemania | 1.ª           | 2012-13       | 27  | 10  | 15  | 4  | 0  | 3  | 12  | 1  | 5  | 43  | 11  | 23  |
| Bayern de Múnich · Alemania | 1.ª           | 2013-14       | 22  | 10  | 12  | 4  | 1  | 1  | 13  | 5  | 2  | 39  | 16  | 15  |
| Bayern de Múnich · Alemania | 1.ª           | 2014-15       | 15  | 5   | 9   | 2  | 1  | 0  | 6   | 3  | 1  | 23  | 9   | 10  |
| Bayern de Múnich · Alemania | 1.ª           | 2015-16       | 13  | 2   | 6   | 2  | 0  | 0  | 7   | 0  | 0  | 22  | 2   | 6   |
| Bayern de Múnich · Alemania | 1.ª           | 2016-17       | 22  | 5   | 11  | 4  | 0  | 4  | 6   | 0  | 2  | 32  | 5   | 17  |
| Bayern de Múnich · Alemania | 1.ª           | 2017-18       | 20  | 5   | 1   | 6  | 1  | 3  | 8   | 0  | 2  | 34  | 6   | 6   |
| Bayern de Múnich · Alemania | 1.ª           | 2018-19       | 25  | 6   | 4   | 6  | 0  | 0  | 7   | 1  | 0  | 38  | 7   | 4   |
| Bayern de Múnich · Alemania | Total club    | Total club    | 273 | 85  | 121 | 49 | 15 | 26 | 103 | 23 | 35 | 425 | 124 | 182 |
| ACF Fiorentina · Italia | 1.ª           | 2019-20       | 21  | 3   | 3   | 0  | 0  | 0  | 0   | 0  | 0  | 21  | 3   | 3   |
| ACF Fiorentina · Italia | 1.ª           | 2020-21       | 29  | 2   | 7   | 1  | 0  | 0  | 0   | 0  | 0  | 30  | 2   | 7   |
| ACF Fiorentina · Italia | Total club    | Total club    | 50  | 5   | 10  | 1  | 0  | 0  | 0   | 0  | 0  | 51  | 5   | 10  |
| U. S. Salernitana 1919 · Italia | 1.ª           | 2021-22       | 26  | 0   | 2   | 0  | 0  | 0  | -   | -  | -  | 26  | 0   | 2   |
| U. S. Salernitana 1919 · Italia | 1.ª           | 2022-23       | 1   | 0   | 0   | 1  | 0  | 0  | -   | -  | -  | 2   | 0   | 0   |
| U. S. Salernitana 1919 · Italia | Total club    | Total club    | 27  | 0   | 2   | 1  | 0  | 0  | 0   | 0  | 0  | 28  | 0   | 2   |
| Total carrera | Total carrera | Total carrera | 535 | 114 | 165 | 70 | 21 | 32 | 117 | 26 | 36 | 717 | 161 | 230 |
| (1) Incluye datos de Copa de Francia, Copa de la Liga de Francia, Copa de Turquía, Copa de la Liga de Alemania, Copa de Alemania, Supercopa de Alemania. (2) Incluye datos de Copa Intertoto, UEFA Europa League, UEFA Champions League, Supercopa de Europa, Mundial de Clubes. |               |               |     |     |     |    |    |    |     |    |    |     |     |     |

### Selección nacional
Actualizado al último partido jugado el 15 de octubre de 2013.
| Selección | Temporada | Partidos | Goles | Asistencia |
| --------- | --------- | -------- | ----- | ---------- |
| Francia   | 2005-06   | 10       | 1     | 4          |
| Francia   | 2006-07   | 8        | 1     | 3          |
| Francia   | 2007-08   | 12       | 2     | 2          |
| Francia   | 2008-09   | 8        | 3     | 1          |
| Francia   | 2009-10   | 10       | 0     | 1          |
| Francia   | 2010-11   | 4        | 0     | 0          |
| Francia   | 2011-12   | 12       | 3     | 2          |
| Francia   | 2012-13   | 9        | 2     | 2          |
| Francia   | 2013-14   | 8        | 5     | 5          |
| Total     | Total     | 81       | 16    | 20         |

## Palmarés

### Campeonatos nacionales
| Título                | Club              | País     | Año  |
| --------------------- | ----------------- | -------- | ---- |
| Copa de Turquía       | Galatasaray S. K. | Turquía  | 2005 |
| Copa de la Liga       | Bayern de Múnich  | Alemania | 2007 |
| Copa de Alemania      | Bayern de Múnich  | Alemania | 2008 |
| Bundesliga            | Bayern de Múnich  | Alemania | 2008 |
| Bundesliga            | Bayern de Múnich  | Alemania | 2010 |
| Copa de Alemania      | Bayern de Múnich  | Alemania | 2010 |
| Supercopa de Alemania | Bayern de Múnich  | Alemania | 2010 |
| Supercopa de Alemania | Bayern de Múnich  | Alemania | 2012 |
| Bundesliga            | Bayern de Múnich  | Alemania | 2013 |
| Copa de Alemania      | Bayern de Múnich  | Alemania | 2013 |
| Bundesliga            | Bayern de Múnich  | Alemania | 2014 |
| Copa de Alemania      | Bayern de Múnich  | Alemania | 2014 |
| Bundesliga            | Bayern de Múnich  | Alemania | 2015 |
| Bundesliga            | Bayern de Múnich  | Alemania | 2016 |
| Copa de Alemania      | Bayern de Múnich  | Alemania | 2016 |
| Supercopa de Alemania | Bayern de Múnich  | Alemania | 2016 |
| Bundesliga            | Bayern de Múnich  | Alemania | 2017 |
| Supercopa de Alemania | Bayern de Múnich  | Alemania | 2017 |
| Bundesliga            | Bayern de Múnich  | Alemania | 2018 |
| Supercopa de Alemania | Bayern de Múnich  | Alemania | 2018 |
| Bundesliga            | Bayern de Múnich  | Alemania | 2019 |
| Copa de Alemania      | Bayern de Múnich  | Alemania | 2019 |

### Campeonatos internacionales
| Título                       | Club                  | Sede                 | Año  |
| ---------------------------- | --------------------- | -------------------- | ---- |
| Copa Intertoto               | Olympique de Marsella | La Coruña y Marsella | 2005 |
| Copa Intertoto               | Olympique de Marsella | Marsella y Dnipró    | 2006 |
| Liga de Campeones de la UEFA | Bayern Múnich         | Londres              | 2013 |
| Supercopa de Europa          | Bayern Múnich         | Praga                | 2013 |
| Copa Mundial de Clubes       | Bayern Múnich         | Marruecos            | 2013 |

### Distinciones individuales
| Distinción                                                     | Año                          |
| -------------------------------------------------------------- | ---------------------------- |
| Jugador juvenil de la Ligue 1                                  | 2006                         |
| Gol del año de la Ligue 1                                      | 2006                         |
| Equipo del año de la Ligue 1                                   | 2006                         |
| Etoile d'or                                                    | 2006                         |
| Once de Bronce                                                 | 2006, 2008                   |
| Nominado al Balón de Oro                                       | 2006, 2007, 2008, 2009       |
| Jugador francés del año                                        | 2007, 2008, 2013             |
| Futbolista del Año en Alemania                                 | 2008                         |
| Equipo del Año ESM                                             | 2008, 2013                   |
| Incluido en el Equipo del año UEFA                             | 2008, 2013                   |
| Equipo del año de la Bundesliga                                | 2008, 2009, 2012, 2013, 2014 |
| Nominado al FIFA/FIFPro World XI                               | 2008, 2009, 2012, 2014       |
| Équipe type spéciale 20 ans des trophées UNFP                  | 2011                         |
| Máximo asistente de la Liga de Campeones                       | 2012                         |
| Máximo asistente de la Bundesliga                              | 2012, 2013                   |
| Jugador del Partido de la Supercopa de Europa                  | 2013                         |
| Jugador del Año en la Bundesliga                               | 2013                         |
| Persona del año                                                | 2013                         |
| Mejor jugador de fútbol, según los premios Globe Soccer Awards | 2013                         |
| Mejor Jugador en Europa de la UEFA                             | 2013                         |
| Balón de Oro de la Copa Mundial de Clubes                      | 2013                         |
| Mejor jugador de la final de la Copa Mundial de Clubes         | 2013                         |
| FIFA/FIFPro World XI                                           | 2013                         |
| FIFA Balón de Bronce                                           | 2013                         |
| Once ideal de Bundesliga de los últimos 50 años                | 2013                         |
| Máximo asistente de la Copa de Alemania                        | 2017                         |

## Vida personal
Cuando tenía 2 años sufrió un grave accidente, en el cual salió expulsado del coche dejándolo con profundas cicatrices en su rostro, lo que casi le cuesta la vida. Debido a sus cicatrices, Ribéry declaró haber sido víctima de burlas en el colegio, pero según él, esto le volvió más fuerte. Consideraba que esto formaba su carácter. Tiene un hermano menor, Steven Ribéry, que también es futbolista. En 2006 se convirtió al islam.